# ウランガラス

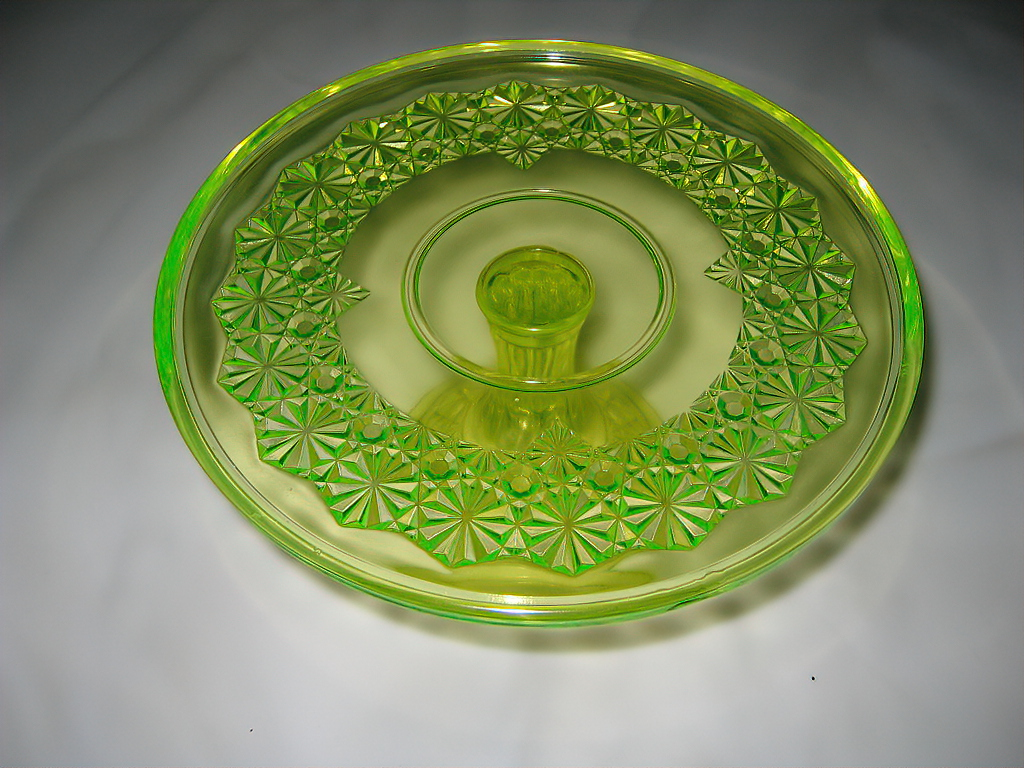
ウランガラス製のケーキ皿

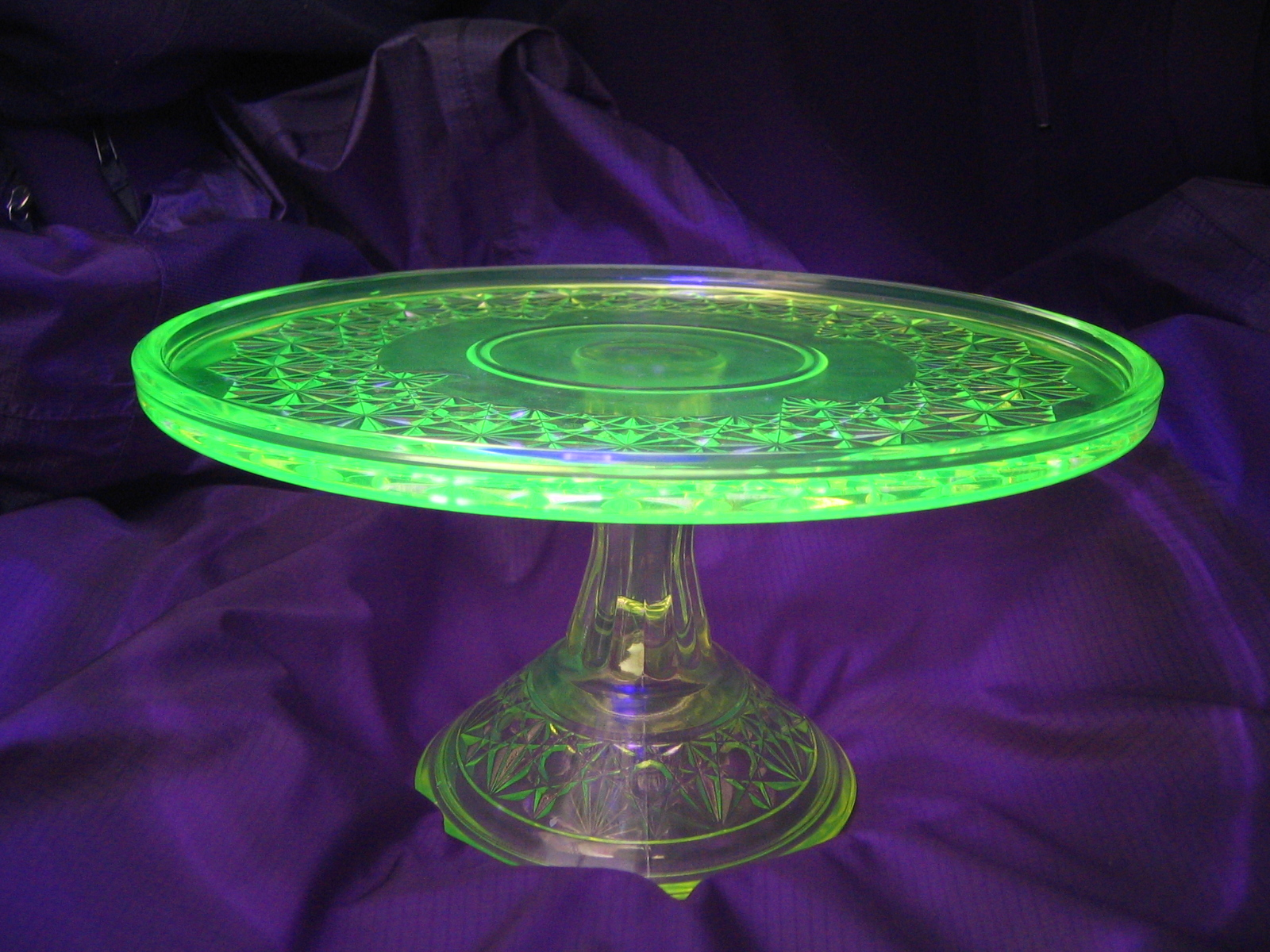
紫外線（ブラックライト）で蛍光を発するウランガラス

ウランガラス（英: Uranium glass）とは、極微量のウランを着色材として加えたガラスである。美しい蛍光緑色を呈する。ヨーロッパが発祥で、食器やさまざまな日常雑貨が作成された。

## 概要
ガラスにウランを混ぜることによる黄色や緑色の色彩を持つ透明なウランガラスが製造され始めたのは1830年代で、ウランが原子力に利用されるようになる1940年代までの間にコップや花瓶、アクセサリーなどの各種のガラス器がヨーロッパおよび米国で大量に製造された。現在では民間でウランを扱うことが難しいために新たなものは極少量が生産されているに過ぎないが、骨董・アンティークとしてファンも多く、高値で取引されている。「ウランガラス (Uranglas)」はドイツ語の読みで、英語では“vaseline glass”（バセリンガラス、または、ワセリンガラス）と呼んでいる。黄色いウランガラスの色がワセリンクリームの色と似ているから、とされている。ウランガラスの色は黄色と緑色が殆どであるが、ピンク色、水色、青緑色、茶色、なども存在する。

## 蛍光現象
ウランガラスの最大の特徴として、真っ暗闇の中で紫外線ランプ（いわゆるブラックライト）で照らすと緑色に妖しく輝き蛍光を発するという点が人々を魅了してきた。似た特徴を持つ石として、含まれる不純物によって紫外線で紫色に蛍光するものがある蛍石があるが、ウランガラスは紫外線を受けると緑色に蛍光する。昔は紫外線ランプはなかったが、夜明け前の空が青色のときには空に紫外線が満ちているので、この時にウランガラスが蛍光を放つ事によりこの特徴が知られる様になった。
なお、室温下でウランガラスに見られる蛍光は厳密には燐光である。三重項状態から一重項状態への遷移により蛍光よりも長寿命のフォトルミネセンスがもたらされる。

## ウランガラスの歴史
そもそもウランガラスが製作されたのは黄色の発色剤がウラン化合物であったためであり、蛍光現象は偶然見出された物であった。人工的に紫外線を照射する技術が無かった発明当初は朝焼けや夕焼けの光に当てて蛍光を鑑賞していたとされる。ヨーロッパでは、最初にウランガラスが発明されたボヘミア地方（現在のチェコ西部）が最も盛んで、その後、英国、フランス、ドイツ、ロシア、イタリア、スウェーデン、フィンランドなどで生産された。米国では、フェントン社、ボイド社などの有名ガラス器メーカーが知られている。
現在では、米国およびチェコで、わずかな量のウランガラス製品が収集家向けに製造されているにすぎない。市場で出回っているのは殆ど骨董品であるので、購入するには骨董市などを巡ることになる。
その後、紫外線を可視光に変える蛍光現象を利用して照明の輝度を高めるために照明の覆いとして使われるようになり、特にアメリカでは鉄道車両の灯火照明用として多用された。
また、照度以外に白熱電球のバルブにウランガラスを使用することで紫外線をほとんど外に出さなくなる効果があるので、眼疾者や稚蚕など紫外線を当てたくないものへの照明用に点灯時の淡黄色の光から「カナリア電球」と呼ばれる電球が作られていたこともある
アメリカ系の第二次世界大戦中のガラス送信管、特にアイマック社製のものには内部電極の引き出しにタングステン棒が使われたがそれと膨張係数の合うウランガラスがシール部分に多用された。なお電子管製造業者の間ではウランガラスとは呼ばずにウラニルガラスと言うのが一般的である。引き出しステム部の美しい緑色の蛍光ガラスはアンティーク送信管としてオブジェにもなっている。

### 日本

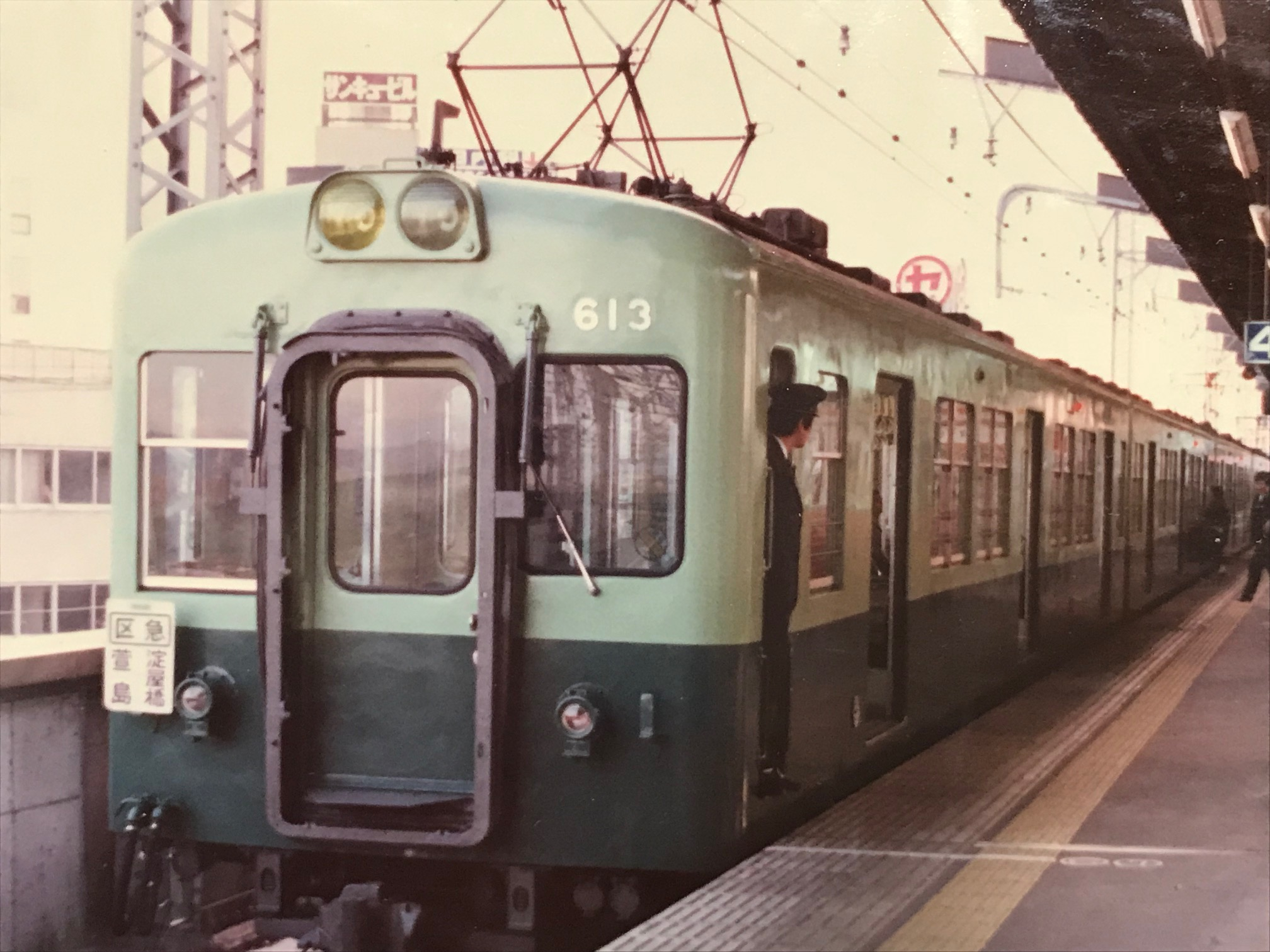
前部標識灯にウランガラスのレンズが使用された京阪600系（2代）

日本では、岩城硝子、島田硝子などがウランガラスの食器・ガラス工芸品を製造しており、大正から昭和にかけて、国内産品が大量に造られた。さらに、小糸製作所は、戦前のSL（蒸気機関車）や電車の前部標識灯にウランガラスを使用していて、現在、京都鉄道博物館に展示されている一部の機関車にもウランガラスの前部標識灯が付いている。
日本のウランガラス製造も、第二次世界大戦で終わった。しかし、2003年になって、岡山県・人形峠（旧：上齋原村）で、人形峠の日本産ウランを使用したウランガラス「妖精の森ガラス」が開発された。2006年に開館した現地の「妖精の森ガラス美術館」で、所蔵品のウランガラスとともに、日本産のものを見ることができる。

## 人体への影響
ウランガラスのウラン使用率は1キログラムあたり1グラム程度であり、放射線量の目安はグラス100グラムあたり数千 - 1万ベクレル程度と、必須ミネラルのカリウムにわずかに含まれる同位体のカリウム40の体内蓄積量（代謝の関係で、蓄積量の変動は少ない）から放射されるのと同程度で、人体への危険性は、基本的にはわずかであると考えられている。